# Michael Joseph François Scheidweiler
Michael Joseph François Scheidweiler (1º agosto 1799 – 24 settembre 1861) è stato un botanico belga.

## Biografia
Belga d'origine tedesca, Scheidweiler si specializzò particolarmente negli studi dei cactus. Collaborò alla pubblicazione della rivista di botanica Flore des serres et des jardins de l'Europe, fondata a Gand nel 1845 da Louis van Houtte. Egli fu il primo a descrivere la specie Ariocarpus retusus nel 1838 dalla collezione di Henri Guillaume Galeotti.